# Henk van der Meer
Hendrik (Henk) van der Meer (Heerhugowaard, 12 januari 1916 - Amstelveen, 25 april 1985) was een Nederlands roeier. In 1948 nam hij deel aan de Olympische Spelen, maar hij won bij die gelegenheid geen medaille. In 1946 werd hij Nederlands kampioen in de skiff. In 1947 werd hij in Luzern Europees kampioen in de dubbeltwee met Tom Neumeyer. 
Op de Olympische Spelen van 1948 in Londen maakte Van der Meer op 32-jarige leeftijd zijn olympisch debuut. Hij nam met zijn roeipartner Tom Neumeier deel in de dubbeltwee. De wedstrijden werden gehouden op de Theems. In de series werden ze tweede in 6.56,1. In de herkansing werden ze opnieuw tweede in een tijd van 7.00,2 waardoor ze niet mochten starten in de halve finale.
Drie keer ging hij als coach naar de Olympische spelen. In 1960 naar Tokio met de dubbeltwee van Peter Bakker en Co Rentmeester (de latere fotograaf en Worlpresswinnaar van 1967), zij wonnen geen medaille. In 1964 als coach van Rob Groen, die de kleine finale won. In 1968 naar Mexico met de dubbeltwee van Leendert van Dis en Harry Droog, de een zilveren medaille won.
Van der Meer was aangesloten bij roeivereniging Willem III in Amsterdam. Van beroep was hij huisarts.

## Palmares

### Roeien (dubbeltwee)
- 1947:  EK in Luzern
- 1948: herkansing OS - 7.00,2 (6.56,1 in de series)

Henk van der Meer · 
Tom Neumeier